# Olivehult

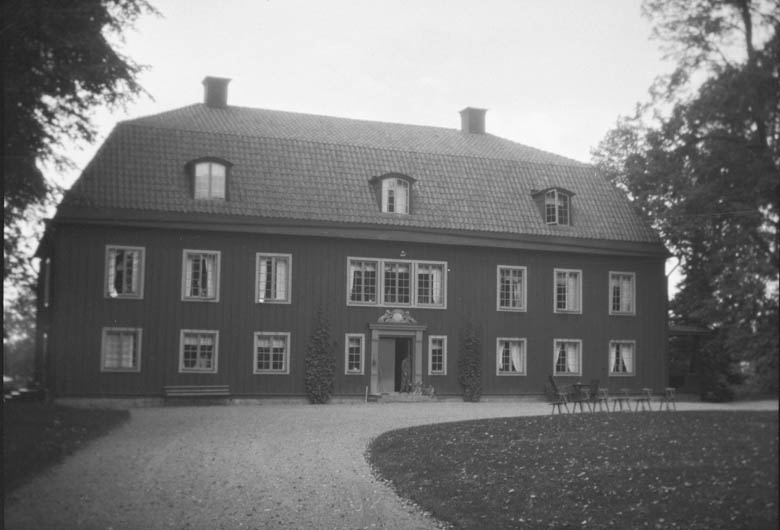
Olivehult

Olivehult är en herrgård (säteri) vid sjön Stråken i Kristbergs socken, Motala kommun, Östergötland. Gården tillhörde förr Bobergs härad.
Överste Hugo Hamilton köpte på 1640-talet tre gårdar i byn Hult, vilka tidigare tillhört biskopen i Linköping och dragits in till kronan vid reformationen.
Hamilton sålde senare gården till Hans Månsson Oliveblad, stadsöversten i Stockholm. Denne grundade säteriet och kallade det Olivehult efter sig själv. 
Säteriet gick inom Oliveblads släkt fram till 1785, då majoren Henrik Riddersköld överlät det till sin systerson, Gustaf Fredrik Linnerhielm. Dennes son, kammarherre Per Gustaf Linnerhielm (1796-1875), som ärvde gården 1819, var sparsam och tack vare detta är interiören ursprunglig.
Gårdens huvudbyggnad av trä är uppförd på 1650-talet och påbyggd på 1780-talet. Den inrymmer enastående välbevarade inredningar och inventarier från tidigt 1700-tal och framåt.  Gården är k-märkt och till byggnadsminnet hör bl. a. en väderria från 1837, en av de få bevarade i länet. 